# Buriki
Buriki (ブリキ (?); ...) è un illustratore e character designer giapponese che attualmente vive e lavora nella prefettura di Osaka.
Nel 2012 ha vinto il premio Kono Light Novel ga Sugoi! come miglior illustratore per la serie di light novel di Haganai - I Have Few Friends, insieme all'autore Yomi Hirasaka. Appartiene alla società di intrattenimento giapponese Straight Edge Inc. Il suo lavoro è vario e spazia dalle illustrazioni per le light novel alle copertine dei CD.

## Opere

### Illustrazioni

#### Light novel
- Boku wa Tomodachi ga Sukunai - Yomi Hirasaka (2009, MF Bunko J)
- Denpa onna to seishun otoko - Hitoma Iruma (2009, Dengeki Bunko)
- Makai Tantei Meiōsei 0: Walking no W - Mataro Etizen (2010, Dangeki Bunko)
- Tokage no Ō - Hitoma Iruma (2011, Dengeki Bunko)
- Sentoki Shojo Chronicle - Takuma Rurimaru (2015, Dengeki Bunko)
- Ore o suki na no wa omae dake ka yo - Rakuda (2016, Dengeki Bunko)
- Shine Post: Nee Shitteta? Watashi o Zettai Idol ni Suru Tame no, Goku Futsū de Atarimae na, to Bikkiri no Mahou - Rakuda (2021, Dengeki Bunko)

#### Light novel per adulti
- Tsunpuri Aishite Ohime-sama - Misora Kanzaki (2009, Nijigen Dream Bunko)
- Taima Kyōshi Nozomi Aya: Gakuen no Gakuen - Yuki Amato (2014, Nijigen Dream Bunko)

#### Manga
- Towa-san to - Buriki (Dangeki Bunko MAGAZINE)

#### Anime
- Ore no Imouto ga Konna ni Kawaii Wake ga Nai - (Illustrazione nella sigla finale dell'episodio 2)
- Puella Magi Madoka Magica - (Illustrazione nel trailer dell'episodio 11)
- Boku wa Tomodachi ga Sukunai - (Illustrazione nella sigla finale dell'episodio 12)
- Nisemonogatari - (Illustrazione per l'episodio 10)
- Sword Art Online - (Illustrazione per l'episodio 6)
- Nagi no Asukara - (Design dei personaggi)
- Akashic Records of Bastard Magical Instructor - (Illustrazione nella sigla finale dell'episodio 6)

### Illustrazioni per CD
- The Grimoire Of Alice - Pizuya's Cell x MyonMyon (2008)
- NUCLEAR BLAST - Pizuya's Cell x MyonMyon (2009)
- Resurrection Ballad - Pizuya's Cell x MyonMyon (2009)
- Shooting Star - Pizuya's Cell (2010)
- Rising Star - Pizuya's Cell (2011)

### Altro
- A Certain Scientific Railgun - (Illustrazione alla fine del vol. 7)